# J3 League 2018
Die J3 League 2018 war die fünfte Spielzeit der dritten Division der japanischen J.League. An ihr nahmen 17 Vereine teil.

## Teilnehmer
| Team                | Stadt                | Heimstadion                                    |
| ------------------- | -------------------- | ---------------------------------------------- |
| Grulla Morioka      | Morioka, Iwate       | Iwate Bank Stadium                             |
| Blaublitz Akita     | Akita, Akita         | Akita Bank Stadium                             |
| Fukushima United FC | Fukushima, Fukushima | Toho Stadium                                   |
| Thespakusatsu Gunma | Maebashi, Gunma      | Shoda Shoyu Stadium Gunma                      |
| YSCC Yokohama       | Yokohama, Kanagawa   | NHK Spring Mitsuzawa Football Stadium          |
| SC Sagamihara       | Sagamihara, Kanagawa | Gion Stadium                                   |
| AC Nagano Parceiro  | Nagano, Nagano       | Nagano U Stadium                               |
| Kataller Toyama     | Toyama, Toyama       | Toyama Athletic Recreation Park Stadium        |
| Fujieda MYFC        | Fujieda, Shizuoka    | Fujieda Soccer Stadium                         |
| Azul Claro Numazu   | Numazu, Shizuoka     | Ashitaka Athletic Stadium                      |
| Gainare Tottori     | Tottori, Tottori     | Tottori Bank Bird Stadium                      |
| Giravanz Kitakyūshū | Kitakyūshū, Fukuoka  | Mikuni World Stadium Kitakyūshū                |
| Kagoshima United FC | Kagoshima, Kagoshima | Kagoshima Kamoike Stadium                      |
| FC Ryūkyū           | Okinawa, Okinawa     | Okinawa Athletic Park Stadium                  |
| FC Tokyo U23        | Tokio                | Ajinomoto Field Nishigaoka und weitere Stadien |
| Gamba Osaka U23     | Suita, Osaka         | Suita City Football Stadium                    |
| Cerezo Osaka U23    | Osaka, Osaka         | Kinchō Stadium                                 |

## Trainer
| Verein              | Cheftrainer                             |
| ------------------- | --------------------------------------- |
| Grulla Morioka      | Toshimi Kikuchi                         |
| Blaublitz Akita     | Kōichi Sugiyama → Shūichi Mase          |
| Fukushima United FC | Kazuaki Tasaka                          |
| Thespakusatsu Gunma | Keiichirō Nuno                          |
| YSCC Yokohama       | Yasuhiro Higuchi                        |
| SC Sagamihara       | Takayuki Nishigaya                      |
| AC Nagano Parceiro  | Tetsuya Asano → Yūji Sakakura           |
| Kataller Toyama     | Ryō Adachi                              |
| Fujieda MYFC        | Atsuto Ōishi → Nobuhiro Ishizaki        |
| Azul Claro Numazu   | Ken Yoshida                             |
| Gainare Tottori     | Ryūzō Morioka → Daisuke Sudō            |
| Giravanz Kitakyushu | Hitoshi Morishita → Tetsuji Hashiratani |
| Kagoshima United FC | Yasutoshi Miura                         |
| FC Ryūkyū           | Kim Jong-song                           |
| FC Tokyo U-23       | Takayoshi Amma → Noritada Saneyoshi     |
| Gamba Osaka U-23    | Tsuneyasu Miyamoto                      |
| Cerezo Osaka U-23   | Yūji Ōkuma                              |

## Spieler
| Verein              | Spieler |
| ------------------- | --- |
| Grulla Morioka      | Kōhei Doi (12/0), Kaito Kubo (12/0), Tomoya Fukuda (32/0), Tokio Hatamoto (10/0), Katsuhisa Inamori (13/0), Ryōichi Kawazu (15/1), Yoshihiro Masuko (3/0), Gaku Sugamoto (24/3), Kōhei Takayanagi (4/0), Ken’ichi Tanimura (16/1), Kōhei Imazeki (8/0), Kazuma Umenai (30/2), Shōta Yomesaka (16/1), Kenta Anraku (7/0), Shun Tanaka (15/0), Shō Tanaka (18/0), Tsuyoshi Miyaichi (29/3), Tomoyuki Shiraishi (26/3), Kazuki Egashira (20/1), Hiromi Nakashima (8/0), Kengo Ōta (12/0), Tatsuya Suzuki (10/2), Kaito Taniguchi (23/15), Riku Yamada (20/0), Chen Yunhua (1/0), Takumu Fujinuma (29/6), Yūto Koizumi (12/0), Hiroki Kotani (22/3) |
| Blaublitz Akita     | Keiki Shimizu (18/0), Kei Omoto (24/1), Shūhei Hotta (9/0), Shūhei Fukai (2/0), Kaito Chida (26/0), Tomofumi Fujiyama (30/2), Kyōhei Maeyama (26/5), Keita Hidaka (17/0), Ryōta Nakamura (23/1), Hiroyuki Furuta (18/1), Ken Hisatomi (30/6), Naoto Hiraishi (23/1), Itsuki Yamada (23/1), Nao Eguchi (14/1), Masaya Yūma (15/1), Han Ho-gang (17/0), Yoshihito Fujita (25/4), Tsubasa Yoshihira (17/0), Takuma Aoshima (23/2), Takuya Matsumoto (14/0), Jun Sonoda (1/0), Naoyuki Yamada (18/0), Tomohiro Tanaka (18/6), Ryō Toyama (14/3) |
| Fukushima United FC | Ryōta Okada (27/1), Akihiro Sakata (29/0), Hirokazu Usami (21/1), Takashi Kamoshida (10/1), Hiroto Mogi (11/0), Kazuto Ishidō (17/0), Hayate Take (29/8), Takuto Hashimoto (31/3), Shōta Tamura (32/3), Shūhei Mitsuhashi (13/1), Kōta Hoshi (18/2), Shūto Hira (11/0), Daiki Hotta (26/0), Naoki Maeda (23/0), Nildo (29/6), Jun’ya Higashi (14/0), Masaki Ikeda (32/3), Ryō Ishii (6/0), Yūji Wakasa (32/1), Santos (1/0), Hiroki Higuchi (31/6) |
| Thespakusatsu Gunma | Tetsuya Funatsu (26/0), Yūsuke Kawagishi (1/0), Shūsuke Tsubouchi (12/0), Takumi Abe (21/1), Tatsuki Kobayashi (25/2), Shunta Takahashi (30/7), Kōki Kazama (31/7), Shōhei Okada (13/3), Ryūichi Hirashige (4/0), Yūki Okaniwa (15/0), Shingo Kukita (31/1), Naoya Yoshida (11/0), Justin Toshiki Kinjō (14/1), Keita Ichikawa (12/0), Takafumi Suzuki (10/0), Yōsuke Komuta (6/0), Yūgo Ichiyanagi (1/0), Takuya Iwata (12/0), Shūhei Matsubara (32/0), Ayumu Nagatō (2/0), Kōki Ōshima (29/10), Takumi Hasegawa (3/0), Kenta Hoshihara (24/0), Yūki Matsushita (17/1), Teppei Usui (16/1), Tetsuya Ōkubo (20/1), Tatsushi Koyanagi (15/1), Masato Yamazaki (14/1) |
| YSCC Yokohama       | Suguru Asanuma (32/0), Yūsuke Nishiyama (10/1), Kei Munechika (32/1), Kento Dodate (24/0), Norimasa Nakanishi (22/0), Hikaru Ozawa (27/1), Akio Yoshida (28/3), Kazuya Ōizumi (31/4), Masao Tsuji (13/6), Kenji Kitawaki (30/7), Kyōga Nakamura (4/0), Kyōsuke Gotō (32/4), Kōya Okuda (30/4), Ryōsuke Kawano (28/0), Taisei Kaneko (4/0), Kōhei Shin (12/0), Shōto Ashino (2/0), Naoto Misawa (25/7), Shunta Nishiyama (31/2), Yūtarō Yanagi (3/0), Linje Jaburani Ali (6/0), Daisuke Kitahara (14/0) |
| SC Sagamihara       | Yoshikatsu Kawaguchi (6/0), Ryūhei Niwa (31/0), Yūsei Kudō (23/2), Yū Yonehara (17/0), Daiki Umei (31/5), Samuel Alves (10/1), Kanta Kajiyama (11/0), Yūki Kitai (15/3), Tatsuya Yazawa (31/7), Joao Gabriel (30/17), Takurō Kikuoka (19/1), Yūichi Kubo (6/0), Tiquinho (17/1), Shinji Tsujio (29/2), Sunao Hozaki (23/0), Shō Naruoka (11/0), Yōsei Ōtsu (6/0), Natsuki Mugikura (1/0), Yūdai Tokunaga (19/1), Masato Furukawa (2/0), Daiki Kawato (1/0), Ren Kanō (3/0), Lee Jun-hyuk (2/0), Yūdai Tanaka (26/0), Daiki Morimoto (14/0), Shōhei Ōtsuka (10/1), Takanori Chiaki (31/0), Kōhei Matsumoto (13/0), Toro (9/0) |
| AC Nagano Parceiro  | Kengo Tanaka (8/0), Yūki Matsubara (27/3), Takahiro Ōshima (21/2), Takashi Uchino (10/2), Masahiro Teraoka (29/0), Shunsuke Iwanuma (25/0), Yūki Satō (19/0), Shūto Kawai (26/3), Tomohiro Tsuda (14/6), Yūji Unozawa (19/1), Hideya Okamoto (4/1), Yoshinori Katsumata (11/0), Hiroshi Azuma (29/4), Ryō Nishiguchi (8/0), Nobuyuki Abe (13/0), Tomokazu Myōjin (14/0), Yōsuke Mikami (24/4), Yūta Tsunami (8/0), Akihito Ozawa (12/0), Ippei Kokuryō (10/0), Yū Dōan (25/5), Kazuki Arinaga (27/2), Gen’ichi Endō (6/0), Reo Takeshita (12/3), Ryō Matsumura (22/0), Yūto Maeda (2/0), Hiroki Bandai (23/3) |
| Kataller Toyama     | Kengo Nagai (32/0), Kōsei Wakimoto (12/1), Kenji Dai (27/2), Shūma Kusumoto (4/0), Jun’ya Imase (24/1), Yūto Sashinami (31/3), Yōji Sasaki (24/5), Keisuke Endō (8/2), Takuya Kokeguchi (21/2), Mizuki Arai (27/2), Ryūji Saitō (27/6), Ikki Sasaki (7/2), Chie Edoojon Kawakami (24/0), Lucas Daubermann (17/1), Kyōhei Yumisaki (9/0), Shūto Inaba (9/0), Ryō Takiya (2/0), Daiki Yagishita (16/2), Seiji Shindō (13/0), Nobuyuki Shiina (28/2), Kōsuke Nishi (4/0), Yōta Maejima (29/7), Hayato Ōtani (8/0), Kenshirō Tanioku (21/2), Masakazu Yoshioka (3/0), Tatsuki Noda (1/0), Kazuki Satō (6/0), Yū Kimura (14/1) |
| Fujieda MYFC        | Yōhei Nishimura (4/0), Takashi Akiyama (30/1), Daiki Asada (20/0), Ryōsuke Kakigi (1/0), Taisuke Mizuno (31/1), Ryōta Iwabuchi (20/3), Kenzō Taniguchi (21/6), Nozomi Ōsako (15/2), Kōhei Kitagawa (2/0), Ryūto Ōtake (29/3), Takuya Kakine (15/0), Yūji Yabu (25/3), Kōta Sameshima (10/0), Shin’ya Awatari (31/1), Keisuke Endō (12/2), Ryōsuke Ochi (14/1), Takaaki Kinoshita (2/0), Ryūsei Saitō (19/0), Masanobu Komaki (14/0), Yūya Mitsunaga (18/0), Seiji Kawakami (16/0), Mitsuhiro Seki (4/0), Junki Endō (22/4), Ryōta Watanabe (18/1), Takuya Sugimoto (32/0), Yūta Inagaki (6/1), Kim Song-gi (8/1), Daiki Deoka (6/0) |
| Azul Claro Numazu   | Kengo Fukudome (1/0), Tomoki Fujisaki (16/0), Takuya Fujiwara (17/2), Genki Miyachi (1/0), Shūsuke Sakamoto (8/1), Yūta Kutsukake (11/0), Tomoki Taniguchi (24/1), Naoki Tanaka (16/1), Shōta Aoki (30/7), Kōki Maezawa (22/0), Makoto Fukōin (31/2), Takuya Sugai (12/0), Ayumi Niekawa (27/0), Kazuki Ōta (29/2), Eiichirō Ozaki (8/1), Masatoshi Ishida (13/1), Norimasa Atsukawa (23/4), Masayuki Tokutake (32/2), Kazuya Sunamori (31/2), Yoshiki Oka (10/1), Masanobu Matsufuji (5/0), Junki Hata (25/8), Shōgo Ōnishi (4/0), Yasuhito Tomita (26/1), Kazuki Someya (25/3) |
| Gainare Tottori     | Takashi Kitano (18/0), Kōki Ishii (1/0), Yūki Uchiyama (17/0), Kentarō Kai (32/1), Masataka Kani (32/3), Fernandinho (31/9), Leonardo (31/24), Jun’ya Katō (26/7), Vitor Gabriel (25/7), Masamichi Hayashi (14/0), Yō Uematsu (27/0), Yūsuke Hoshino (27/0), Ren Yamamoto (14/0), Tomomitsu Kobayashi (27/3), Shō Matsumoto (2/0), Ryōta Inoue (14/0), Jin’yū Nasu (3/0), Rikito Inoue (30/2), Hiroki Okuda (19/0), Hiroto Sese (3/0), Yūsuke Nishiyama (11/5), Ren Sengoku (8/0), Naoya Uozato (13/0) |
| Giravanz Kitakyushu | Norihiro Yamagishi (5/0), Shingo Arizono (22/0), Kenta Fukumori (8/0), Ryū Kawakami (30/1), Tatsuya Onodera (5/0), Shunsuke Fukuda (11/0), Taira Shige (15/0), Naoto Andō (27/1), Davi (18/4), Shōta Inoue (23/2), Tomoki Ikemoto (20/5), Itsuki Urata (26/1), Shōki Hirai (9/0), Wataru Noguchi (23/0), Sōta Satō (9/2), Kōken Katō (12/0), Yōhei Naitō (22/2), Daichi Kawashima (11/0), Shō Hanai (7/0), Takuya Takahashi (23/0), Sōya Fujiwara (16/0), Nobuyuki Kawashima (18/0), Hiroki Maeda (23/2), Kaiho Nakayama (4/0), Bae Soo-yong (4/0), Taisuke Muramatsu (26/1), Ferro (15/1), Masashi Motoyama (9/0) |
| Kagoshima United FC | Tetsuya Yamaoka (4/0), Isao Taniguchi (16/0), Kyōhei Kuroki (4/0), Ryō Hiraide (32/0), Shūto Tanaka (15/3), Akira Akao (10/0), Yūki Nagahata (30/3), Alex (4/0), Junki Goryō (13/2), Ahn Joon-soo (29/0), Kenta Nishioka (21/1), Noritaka Fujisawa (30/2), Yūma Kawamori (19/4), Jun’ya Nodake (29/3), Quirino (26/5), Yūki Nakayama (11/1), Kōsuke Yoshii (30/5), Katsunari Mizumoto (8/0), Toshihiro Matsushita (1/0), Sōichi Tanaka (30/4), Takuma Sonoda (15/4), Yūsei Kayanuma (23/3), Taku Ushinohama (11/1), Yutaka Tanoue (1/0), Shūto Nakahara (29/4), Hiroya Nodake (1/0) |
| FC Ryūkyū           | Park Il-gyu (29/0), Kōsuke Masutani (32/2), Taishi Nishioka (25/2), Yūtarō Chinen (18/0), Shūhei Tokumoto (31/2), Masayoshi Takayanagi (3/0), Park Ri-ki (18/2), Hayata Komatsu (31/0), Yūta Togashi (32/16), Yū Tomidokoro (29/10), Ryūji Bando (19/2), Kazaki Nakagawa (32/16), Satoki Uejō (18/2), Ryō Wada (22/7), Yūichirō Edamoto (31/7), Keisuke Tsumita (3/0), Aio Fukuda (1/0), Shūhei Takizawa (32/0), Daichi Okumiya (5/1), Shō Ōtsuka (1/0), Kim Song-sun (14/0), Mikihito Arai (1/0), Karbon (4/0) |
| FC Tokyo U-23       | Takuo Ōkubo (6/0), Kazunori Yoshimoto (3/0), Daiki Niwa (1/0), Takuji Yonemoto (3/0), Yōhei Kajiyama (5/0), Takefusa Kubo (10/3), Cayman Togashi (9/2), Tasuku Hiraoka (29/7), Ryōichi Maeda (8/3), Masayuki Yamada (22/1), Kiichi Yajima (22/9), Taichi Hara (23/4), Ryōya Ogawa (11/0), Takahiro Yanagi (20/1), Sōtan Tanabe (8/0), Takuya Uchida (15/1), Makoto Okazaki (16/0), Riku Hirosue (15/0), Jakkit (22/1), Tsuyoshi Watanabe (3/0), Yoshitake Suzuki (5/0), Kōnosuke Kusazumi (2/0), Tsubasa Terayama (11/0), Kōtarō Ōmori (1/0), Rei Hirakawa (21/2), Ryō Takahashi (18/0), Kashifu Bangunagande (12/0), Tomoya Suzuki (10/0), Manato Shinada (31/0), Seiji Kimura (18/0), Ryōichi Imamura (1/0), Seiichirō Kubo (4/0), Gō Hatano (11/0), Lipe Veloso (25/4), Asahi Haga (11/0), Riku Kobayashi (3/0), Yūki Amano (1/0), Sōya Yumoto (2/0) |
| Gamba Osaka U-23    | Takaharu Nishino (25/2), Ryō Hatsuse (10/0), Shun'ya Suganuma (5/1), Kōki Yonekura (1/0), Yasuyuki Konno (1/1), Hiroki Noda (26/0), Mizuki Ichimaru (20/0), Akito Takagi (32/5), Kazunari Ichimi (21/8), Shin’ya Yajima (9/0), Mizuki Hayashi (4/0), Haruya Ide (16/5), Naoya Senoo (27/6), Yūto Mori (22/2), Takahiro Kō (20/3), Leo Takae (16/0), Ryōta Suzuki (11/0), Ren Shibamoto (22/2), Yūya Fukuda (22/3), Tatsuya Yamaguchi (31/0), Riku Matsuda (24/0), Haruto Shirai (21/3), Keito Nakamura (15/4), Jin Izumisawa (8/2), Ryōtarō Meshino (15/5), Kōsei Tani (17/0), Tsubasa Adachi (1/0), Kōhei Okuno (2/0) |
| Cerezo Osaka U-23   | Takumi Nagaishi (11/0), Kōta Fujimoto (1/0), Ryūji Sawakami (3/1), Noriyuki Sakemoto (1/0), Hirofumi Yamauchi (11/1), Kenta Tanno (1/0), Motohiko Nakajima (31/7), Kakeru Funaki (30/2), Musashi Ōyama (16/0), Towa Yamane (31/5), Atomu Tanaka (1/0), Rei Yonezawa (28/12), Hiroto Yamada (15/3), Masaki Okino (23/1), Toshiki Onozawa (31/4), Reiya Morishita (29/1), Masataka Nishimoto (16/2), Chaowat (14/0), Mizuki Andō (15/1), Naoya Uozato (18/1), Ayumu Seko (16/1), Osmar (1/0), Pierce Waring (10/2), Shū Mogi (20/0), Ryōga Ishio (22/1), Shōta Fujio (5/0), Ryūya Nishio (2/0), Nagi Matsumoto (8/0), Kōki Negi (4/1), Hayato Murotsu (1/0), Hinata Kida (26/0) |

## Statistiken

### Tabelle
| Pl.         | Verein                  | Sp. | S  | U  | N  | Tore    | Diff. | Punkte |
| ----------- | ----------------------- | --- | -- | -- | -- | ------- | ----- | ------ |
| 1.          | FC Ryūkyū               | 32  | 20 | 6  | 6  | 070:400 | +30   | 66     |
| 2.          | Kagoshima United FC     | 32  | 16 | 9  | 7  | 046:350 | +11   | 57     |
| 3.          | Gainare Tottori         | 32  | 15 | 8  | 9  | 061:470 | +14   | 53     |
| 4.          | Azul Claro Numazu       | 32  | 14 | 10 | 8  | 040:290 | +11   | 52     |
| 5.          | Thespakusatsu Gunma (A) | 32  | 15 | 7  | 10 | 037:350 | +2    | 52     |
| 6.          | Gamba Osaka U23         | 32  | 13 | 8  | 11 | 053:430 | +10   | 47     |
| 7.          | Cerezo Osaka U23        | 32  | 13 | 7  | 12 | 047:360 | +11   | 46     |
| 8.          | Blaublitz Akita         | 32  | 12 | 7  | 13 | 037:350 | +2    | 43     |
| 9.          | SC Sagamihara           | 32  | 12 | 6  | 14 | 042:530 | −11   | 42     |
| 10.         | AC Nagano Parceiro      | 32  | 10 | 11 | 11 | 039:370 | +2    | 41     |
| 11.         | Kataller Toyama         | 32  | 12 | 5  | 15 | 041:500 | −9    | 41     |
| 12.         | Fukushima United FC     | 32  | 9  | 13 | 10 | 036:430 | −7    | 40     |
| 13.         | Grulla Morioka          | 32  | 12 | 4  | 16 | 041:560 | −15   | 40     |
| 14.         | FC Tokyo U23            | 32  | 10 | 6  | 16 | 038:450 | −7    | 36     |
| 15.         | YSCC Yokohama           | 32  | 8  | 10 | 14 | 040:480 | −8    | 34     |
| 16.         | Fujieda MYFC            | 32  | 10 | 4  | 18 | 032:480 | −16   | 34     |
| 17.         | Giravanz Kitakyushu     | 32  | 6  | 9  | 17 | 022:420 | −20   | 27     |
| Stand: 2018 |                         |     |    |    |    |         |       |        |

| Zum Saisonende 2018:           |                                                       |
| Aufstieg in die J2 League 2019 |                                                       |
|                                |                                                       |
| Zum Saisonende 2017:           |                                                       |
| (A)                            | Absteiger aus der J2 League 2017: Thespakusatsu Gunma |